# Jan Paul Schutten

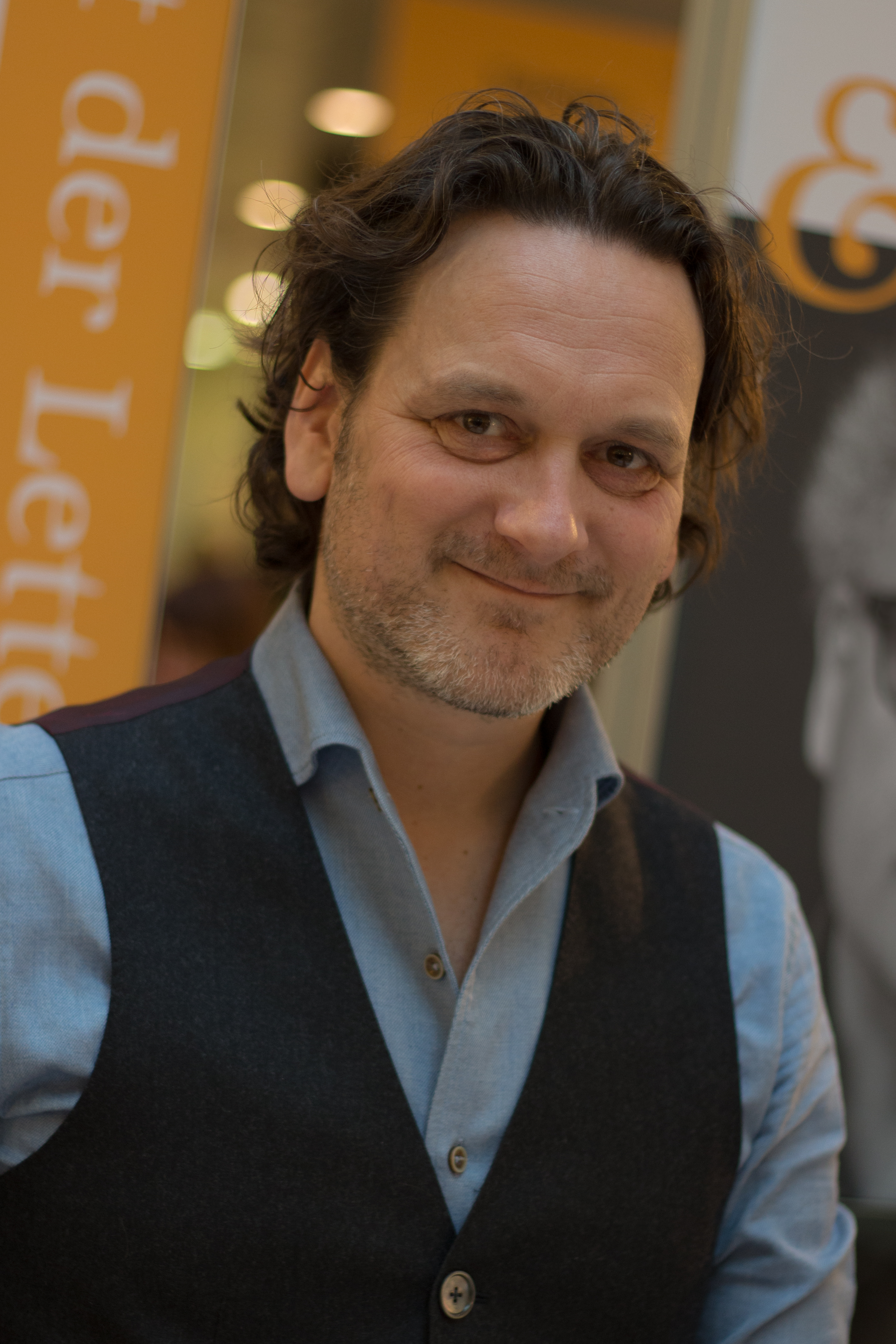
Jan Paul Schutten, 2015

Jan Paul Schutten (Vlissingen, 30 november 1970) is een Nederlandse schrijver van jeugdliteratuur, voornamelijk bekend om zijn informatieve kinderboeken over dieren, geschiedenis en wetenschap. Zijn boeken zijn vertaald en verkocht in meer dan dertig landen.

## Carrière
Zijn debuut Ruik eens wat ik zeg, een non-fictieboek over de taal van planten en dieren, werd in 2004 bekroond met een Vlag en Wimpel. In 2008 ontving Schutten de Gouden Griffel voor Kinderen van Amsterdam en in 2014 voor Het raadsel van alles wat leeft- en de stinksokken van Jos Grootjes uit Driel. Dit boek won ook het Gouden Penseel voor de illustraties van Floor Rieder. In 2009 schreef hij het kinderboekenweekgeschenk: De wraak van het spruitje.
Schutten schreef sindsdien tal van boeken, waaronder Het wonder van jou en je biljoenen bewoners (2015) en Complot (2025). Voor Het mysterie van niks en oneindig veel snot (2018) en Wonderbos (2020) werd hij met een Zilveren Griffel bekroond.
Jan Paul Schutten werd in 2015 voor twee jaar benoemd als Kinderboekenambassadeur, een initiatief van Stichting Lezen en het Nederlandse Letterenfonds. In deze functie volgde hij Jacques Vriens op, de eerste kinderboekenambassadeur. Schutten zette zich met name in voor het informatieve boek als hulpmiddel bij leesbevordering onder het motto: 'Voor iedereen is er een boek'.

## Bekroningen
- 2004 - Vlag en Wimpel voor Ruik eens wat ik zeg
- 2007 - Kinderboekwinkelprijs voor Gilgamesj met Frank Groothof en Karst-Janneke Rogaar
- 2008 - Gouden Griffel voor Kinderen van Amsterdam
- 2012 - Vlag en Wimpel voor Groeten uit 2030
- 2013 - Nominatie Jan Wolkers Prijs voor Het raadsel van alles wat leeft- en de stinksokken van Jos Grootjes uit Driel
- 2013 - Nienke van Hichtum-prijs voor Het raadsel van alles wat leeft- en de stinksokken van Jos Grootjes uit Driel
- 2014 - Gouden Tulp, prijs voor het beste non fictie-boek voor Het raadsel van alles wat leeft- en de stinksokken van Jos Grootjes uit Driel[2]
- 2014 - Gouden Griffel voor Het raadsel van alles wat leeft- en de stinksokken van Jos Grootjes uit Driel
- 2019 - Zilveren Griffel voor Het mysterie van niks en oneindig veel snot
- 2021 - Zilveren Griffel (Categorie Informatief) voor Wonderbos. Met illustraties van Medy Oberendorff

## Internationale bekroningen
- 2014 - Buch des Monats Oktober 2014, Deutsche Akademie für Kinder- und Jugendliteratur
- 2014 - Emys Sachbuchpreis
- 2014 - Wissenschaftsbuch des Jahres, Bild der Wissenschaft
- 2014 - LUCHS-Preis (Radio Bremen, Die Zeit)
- 2015 - Die besten 7, Deutschlandfunk
- 2019 - Shenzhen Top Ten
- 2020 - Bayerns Beste Independent Bücher

## Boeken
- 2003 - Ruik eens wat ik zeg, de taal van dieren en planten (Querido), illustraties Sieb Posthuma
- 2006 - Daar komen de Romeinen! (Kluitman)
- 2007 - Topgeheim! Niet openen! (Kluitman)
- 2007 - Kinderen van Amsterdam Winnaar Gouden Griffel 2008 (Nieuw Amsterdam)
- 2008 - Speuren naar Sporen (Kluitman)
- 2008 - Kinderen van Amsterdam (Nieuw Amsterdam)
- 2008 - Van Wolf tot Watje (Davidsfonds/Biblion)
- 2008 - Kinderen van Nederland (Nieuw Amsterdam)
- 2009 - Graaf Sandwich en andere etenswaardigheden (Nieuw Amsterdam)
- 2009 - De wraak van het spruitje (Kinderboekenweekgeschenk 2009)
- 2010 - Superslimme dieren (Kluitman)
- 2010 - Iedereen is gek (Davidsfonds/De Fontein)
- 2011 - Groeten uit 2030 (Davidsfonds/De Fontein)
- 2012 - Het meisje met de gouden jurk (Rubinstein)
- 2012 - Is dat alles? (Gottmer)
- 2013 - Jij bent je brein (Atlas/Contact)
- 2013 - Het raadsel van alles wat leeft - en de stinksokken van Jos Grootjes uit Driel (Gottmer), illustraties Floor Rieder
- 2013 - Paarden, zwaarden en rare baarden (Querido/Athenaeum Polak & Van Gennep)
- 2013 - Jan van Scorel, Sede Vacante 1523 (Lecturis)
- 2014 - Malevich, President van de ruimte (W-Books)
- 2015 - Het wonder van jou en je biljoenen bewoners (Gottmer)
- 2016 - Achter de schermen bij het NOS Jeugdjournaal (Kluitman)
- 2018 - Het mysterie van niks en oneindig veel snot (Gottmer)
- 2018 - Fiep in de natuur (Querido)
- 2019 - Van T-rex tot tandjesgras (Gottmer)
- 2020 - Wonderbos (Lannoo)
- 2020 - Het geheim van de tuin (Gottmer)
- 2020 - Tim de kleine boswachter (Volt)
- 2020 - Stuiver en Pluis in Egypte (Gottmer)
- 2020 - Hoe word je grappig als je niet leuk bent? (Querido)
- 2020 - Wonderbos (Lannoo) Met illustraties van Medy Oberendorff
- 2022 - Schaduwleven, de dagboeken van Constantijn Huygens jr. (Atlas/Contact)
- 2022 - Het verlegen vogeltje (Gottmer)
- 2023 - Het Amsterdam van Sieb Posthuma, (Samsara)
- 2023 - Van Rotta tot Roffa (i.s.m. Stad en Bedrijf)
- 2024 - Ludas en Bontje (Gottmer)
- 2024 - Schaam je gerust dood voor je ouders (Gottmer)
- 2025 - Complot (Blauw Gras)
- 2025 - Mijn jarige stad, 750 jaar Amsterdam (Pavlov)
- 2025 - Nieuwe streken van Pim en Pom (Volt)

## Cd
- 2007 - Barok, cd met Edwin Rutten als verteller (Rubinstein)